# Рамоджи Рао
Черукури Рамоджи Рао (телугу చెరుకూరి రామోజీరావు; 16 ноября 1936, Педапарупуди, Британская Индия — 8 июня 2024, Хайдарабад) —  индийский предприниматель и кинопродюсер. Основатель конгломерата Ramoji Group, крупнейшей газеты на языке телугу Eenadu и центра по производству фильмов Ramoji Film City.
Награждён орденом Падма Вибхушан за вклад в области журналистики в 2016 году и Filmfare Awards South за вклад в области кино в 2004.

## Биография
Родился 16 ноября 1936 года в Педапарупуди округа Кришна в семье Венкаты Суббарао и Венкатасуббаммы. У него также были две сестры: старшая — Раджьялакшми и младшая — Ранганаякамма. Родители назвали его «Рамайя» в честь его деда, умершего за несколько дней до его рождения. Однако ему не нравилось это имя и придя в школу, он представился как Рамоджирао и использовал его на протяжении оставшейся жизни. Он закончил среднюю школу в 1951 году и поступил в колледж Гудивады, позже получив там степень бакалавра наук.
19 августа 1961 года Рамоджи Рао женился на Татинени Рамадеви из Пенамалуру и после свадьбы некоторое время жил и работал в Дели. В 1962 году, после рождения своего первого сына Кирана, он с семьей вернулся в родной штат и основал в Хайдарабаде инвестиционную компанию Margadarsi Chit Fund, имея всего двух сотрудников. Для продвижения Margadarsi он создал рекламное агентство Kiran Ads. Вскоре Margadarsi имеет 113 филиалов в четырех штатах, обслуживая более 300 000 клиентов.
В 1969 году Рамоджи Рао основал ежемесячный журнал Annadata, чтобы знакомить фермеров современным методам ведения сельского хозяйства. Благодаря поддержке правительства штата к 2019 году Annadata имел наибольший тираж среди индийских журналов. Примерно в то же время Рамоджи также основал в Вишакхапатнаме отель Dolphin, со временем превратившийся в гостиничную сеть.
Столкнувшись с задержкой доставки газет на телугу, которые в то время печатались либо в Виджаяваде, либо в Хайдарабаде, Рамоджи Рао решил запустить собственное издание. Первый номер Eenadu вышел 10 августа 1974 года. В течение года тираж газеты в Хайдарабаде превысил 50 000 экземпляров, а к 1979 году достиг 100 000 экземпляров.
Eenadu представил несколько новшеств в СМИ на телугу, таких как цветная печать, районные выпуски, привлечение стрингеров и авторов на местном уровне и охват отдаленных районов путем привлечения кондукторов автобусов для доставки туда газет.
В 1980 году Рамоджи Рао основал Priya Pickles, выпускающую овощные и фруктовые консервы, которые быстро стали популярными в Индии и среди индийских общин за рубежом. Ему также принадлежал бренд Soma — один из первых фруктовых напитков в Индии, который продавался в пакетах.
Карьера Рамоджи Рао в киноиндустрии началась с основания Usha Kiran Movies в 1983 году. Продюсерская компания быстро добилась известности, выпустив множество получивших признание критиков и коммерчески успешных фильмов на разных индийских языках, начиная с фильма Srivariki Premalekha, снятого Джандхьялой в 1984 году. Картина ознаменовала собой значительный сдвиг в кинематографе на телугу в сторону легкого, ориентированного на семью фильма, сюжет которого оставляет пространство для юмористической линии.
Одна из вышедших следом кинолент, «Маюри», была историей, взятой из новостного репортажа о девушке, которая использовала протез, чтобы научиться танцевать. Сыгравшая саму себя, Судха Чандран добавила фильму подлинности и была отмечена специальным призом Национальной кинопремии. Фильм Mouna Poratam (1989) также был основан на реальной истории женщины из отдалённой деревни Ориссы, которая устроила протест возле дома мужчины, который её обманул. А Ashwini (1991) рассказывал историю жизни легкоатлетки Ашвини Начаппы, которую называли индийской Флоренс Джойнер. Среди других коммерческих блокбастеров Usha Kiron Movies: Pratighatana (1984) с Виджаяшанти в главной роли, Chitram (1999), Nuvve Kavali (2000) и другие, положившие начало карьере многих актёров, режиссёров и технических специалистов.
В 1995 году Рамоджи Рао запустил ETV (Eenadu Television Network) — первый круглосуточный развлекательный спутниковый телеканал в Южной Индии. На этом канале стартовали, задавшие стандарты телевиденья на телугу того времени, новаторская мыльная опера Antarangalu и популярное музыкальное реалити-шоу Paduta Teeyaga, которое продолжало выходить более 25 лет.
В следующем году бизнесмен реализовал свой грандиозный проект комплекса киностудий, куда «можно прийти со сценарием и уйти с готовым фильмом», открыв Ramoji Film City. Расположенный недалеко от Хайдарабада, он удерживает мировой рекорд Гиннесса как крупнейший в мире комплекс киностудий, занимающий площадь более 1666 акров.
В 2016 году за свой вклад в область журналистики Рамоджи Рао был награждён орденом Падма Вибхушан, второй по значимости гражданской наградой Индии.
Его газета Eenadu оказывала существенное влияние на политику. Рао приписывают ключевую роль в становлении НТР-старшего как политика. Связь Рао с партией НТР Телугу Десам принесла ему прозвище «делатель королей». Напротив Партия Конгресса молодежи, рабочих и крестьян часто называла Eenadu «желтыми СМИ» за то, что они якобы распространяют пропаганду против правительства Е. С. Джаганмохана Редди, а в июне 2023 года принадлежащую Рао Margadarsi Chit Funds обвинили в мошенничестве, финансовых нарушениях и отмывании денег. Отказ правительства от сотрудничества также привёл к закрытию ежемесячника Annadata, выходившего на протяжении 55 лет. В ответ Eenadu провела мощную кампанию против правительства Джагана перед выборами в 2024 году, снова сыграв роль в возвращении Телугу Десам к власти. 
Рамоджи Рао скончался 8 июня 2024 года во время лечения в больнице Хайдарабада.